# Еборік
Еборік або Евріх (*'д/н —585) — король свевів у 583—584 роках.

## Біографія
Походив з династії Хараріха. Син короля Міро та Сісегунти. Вступив на престол в юному віці. Еборік був останнім законним королем свевів. Приніс присягу вірності вестготському королю Леовігільду. Таким чином, держава свевів потрапила в залежність від вестготів.
Частина знаті, що не бажала втрати самостійності, влаштувала змову проти короля, на чолі якої стояв швагр Аудека. Згідно з Іоанном Бікларським й Ісидором Севільським, Еборіка було запроторено до монастиря. Утім Григорій Турський повідомляє, що Еборік отримав сан диякона або пресвітера. У будь-якому випадку зарахування до кліру не давало йому в подальшому повернутися до влади.
Помер у 585 році, ймовірно було вбито за наказом Леовігільда (після підкорення Королівства свевів), який не бажав мати можливих претендентів на свевський трон.